# Natividad Llanquileo
Natividad del Carmen Llanquileo Pilquimán, més coneguda com a Natividad Llanquileo, (Tirúa, Xile, 14 de juliol de 1984) és una advocada i política xilena d'origen maputxe. Des del 4 de juliol de 2021 va exercir com a membre de la Convenció Constitucional xilena, en representació del poble maputxe (Macrozona 2: regions de Ñuble, del Bio-bío i l'Araucania). Des del 6 de gener de 2022 també va exercir com a un dels seus cinc vicepresidents adjunts. Ambdós càrrecs van finalitzar amb la dissolució de l'òrgan el 4 de juliol de 2022.
El 2010 va ocupar el rol de portaveu durant un període de vagues de fam de comuners maputxes. Aquesta manifestació, realitzada per 35 comuners empresonats a la zona sud, buscava principalment la no aplicació i derogació de la Llei antiterrorista, a més entre els comuners detinguts, hi havia dos dels seus germans.

## Família i estudis
Va néixer el 14 de juliol de 1984 a la comunitat Esteban Yevilao de Puerto Choque, a la comuna de Tirúa, regió del Bío-Bío, a Xile. És filla de Juan Luis Llanquileo Yevilao i d'Emília del Carmen Pilquimán Mariñán. Va realitzar els estudis secundaris al Liceu Politècnic Caupolicán, a la comuna de Los Álamos, fins que s'hi va graduar el 2002.
Va abandonar el camp i la seva comunitat per continuar els estudis superiors. D'aquesta forma, va estudiar la llicenciatura de dret a Santiago de Xile, i es va graduar com a advocada a la Universitat Bolivariana de Xile. Posteriorment, es va diplomar en drets humans, polítiques públiques i interculturalitat a la Universitat de la Frontera. Professionalment, va exercir com a advocada defensora de diferents maputxes detinguts i en altres casos emblemàtics.
El 2018 va assumir el càrrec de presidenta del Centre de Recerca i Defensa del Sud i actualment és directora de Relació amb el medi nacional i internacional d'aquesta institució.

## Trajectòria política

### Convenció Constitucional
El gener de 2021 va reunir les firmes necessàries per a presentar-se com a candidata per la regió del Bío-Bío a les eleccions del 15 i 16 de maig d'aquell any com a representant del poble maputxe als disset escons reservats per als pobles originaris, dels quals set van ser per als maputxes. Va obtenir 13.124 vots corresponents a un 6,02% del total de sufragis vàlidament emesos, convertint-se en la segona candidata amb més vots entre els pobles originaris, darrere de Francisca Linconao amb el 7,15% dels vots, i conseqüentment va ser escollida com una de les 7 representants maputxes a la Convenció Constitucional. En el procés de debat dels reglaments de la Convenció va participar en la Comissió de reglament. Posteriorment, es va incorporar a la Comissió temàtica de sistema de justícia, òrgans autònoms de control i reforma constitucional; i a la Comissió de drets dels pobles indígenes i plurinacionalitat.
El 6 de gener de 2022 va assumir el càrrec de vicepresidenta adjunta de la Convenció, juntament amb Bárbara Sepúlveda, Lidia González, Tomás Laibe i Amaya Alvez, fins a la mateixa dissolució de l'òrgan constitucional el 4 de juliol de 2022.